# GLORY HILL
GLORY HILL（グローリー・ヒル）は、日本のバンド。

## メンバー
| 名前               | 生年月日 | 担当            | 在籍期間    | 備考 |
| ------------------ | -------- | --------------- | ----------- | ---- |
| TAKUYA （タクヤ）  | 3月9日   | ボーカル ギター | 2005年4月 - |      |
| KO-01 （コーイチ） | 10月24日 | ベース コーラス | 2005年4月 - |      |

### 旧メンバー
| 名前                 | 生年月日 | 担当            | 在籍期間              | 備考 |
| -------------------- | -------- | --------------- | --------------------- | ---- |
| JUNYA （ジュンヤ）   | 9月3日   | ギター コーラス | 2005年4月 - 2016年2月 |      |
| KENSAKU （ケンサク） | 6月27日  | ドラム          | 2005年4月 - 2016年2月 |      |

## 経歴
2005年4月に岡崎CAM HALL（愛知県岡崎市のライブハウス）にて結成。
2008年3月にシングル『DAYBREAK e.p.』、6月にシングル『GET UP e.p.』をリリースし、2作連続でオリコンチャート インディーズシングルランキング1位を記録（『DAYBREAK e.p.』はGLORY HILL最高記録のオリコンチャート最高26位）。夏に『SUMMER SONIC』『ROCK IN JAPAN FESTIVAL』『MONSTER baSH 2008』『湘南音楽祭』に出演。9月にアルバム『GOING NOWHERE』をリリースし、オリコンチャート14位を記録。2009年4月22日リリースのシングル『DAYS』収録曲『DAYS』が名古屋グランパスエイト2009年度主題歌、『Stay Awake』が名古屋グランパスエイト ホーム試合選手入場曲に起用される。
ワーナーミュージック・ジャパンより2012年5月16日リリースのシングル『LOST』でメジャーデビュー。7月25日リリースの山下智久（元NEWS）『エロ』収録曲『Shiver』の作詞・作曲・編曲に参加。12月26日リリースのシングル『TREASURE』収録曲『TREASURE』が藤ヶ谷太輔（Kis-My-Ft2）と桐谷美玲主演のNOTTV開局記念ドラマ『シニカレ』主題歌に起用される。2013年8月21日リリースのシングル『NOWHERE』収録曲『NOWHERE』が北乃きい主演映画『上京ものがたり』主題歌に起用される。
2016年2月にJUNYAとKENSAKUが脱退し、GLORY HILLはTRUST RECORDSに移籍してインディーズに復帰。2018年1月28日に無期限活動休止を発表。
2019年12月31日に岡崎CAM HALLの閉店日に伴う結成メンバー4名（TAKUYA・KO-01・JUNYA・KENSAKU）でのライブを開催。2020年4月10日にTAKUYAがTwitterにてシングル『LOST』収録曲『LOST』の弾き語り動画を公開。

## 書籍

### スコアブック
- 『LOST GENERATION』シンコーミュージック・エンタテイメント、2007年10月26日。ISBN 978-4401353552。
- 『GOING NOWHERE』シンコーミュージック・エンタテイメント、2008年10月30日。ISBN 978-4401354160。
- 『Signs』シンコーミュージック・エンタテイメント、2009年12月19日。ISBN 978-4401354986。